# Grafschaft Lüchow
Die Grafschaft Lüchow entstand im 12. Jahrhundert, als die Grafen von Warpke ihren Sitz nach Lüchow verlegten und dort auf der Burg Lüchow saßen. Die Grafschaft wird erstmals 1144 mit Graf Hermann von Lüchow erwähnt. Ihr Ende lässt sich auf das Jahr 1320 datieren, als sie an die Herzöge von Braunschweig-Lüneburg kam.

## Beschreibung
Die Entstehung der Grafschaft Lüchow in der Mitte des 12. Jahrhunderts ist im Zusammenhang mit der Ostkolonisation zu sehen, die im Gebiet von der Mündung der Elbe bis zur Südgrenze an der Mark Brandenburg erfolgte. Heinrich der Löwe gründete die fünf Grafschaften Holstein, Ratzeburg, Schwerin, Dannenberg und Lüchow, um die neuen Gebiete und Grenzen seines Landes zu schützen.
Der Vater des ersten Grafen Hermann von Lüchow war Olger (Ulrich I.), der 1124 als Graf von Warpke genannt wird. Seine Enkel Ulrich III. und Hermann I. (1144–1171) verlegten den Grafensitz nach Lüchow und bezeichneten sich von da an als die Grafen von Lüchow. Mit ihnen kamen Ritter aus der Altmark in das Wendland. Unter ihnen setzte ein starker Siedlungsbau ein. Die Gefolgsleute der Grafen hatten ihre Höfe innerhalb von Lüchow und zum Teil in der Vorburg der Burg Lüchow. Zu ihnen zählten die von Plato, von Bülow, von Bodendorf und von dem Knesebeck.
1160 stattete Graf Hermann von Lüchow das Kloster Diesdorf in der Altmark mit Grundbesitz in Form von 7 Dörfern aus. Es war das Hauskloster, in dem sich die Grablege der Grafen befand. Nach dem Sturz Heinrichs des Löwen um das Jahr 1176 pflegten die Lüchower Grafen engere Beziehungen zu den Markgrafen von Brandenburg. Die finanzielle Lage der Grafen von Lüchow verschlechterte sich im 13. Jahrhundert, was sich häufigen Verkäufen von Besitz erkennen lässt. 1274 nach dem Tod von Graf Heinrich II. entbrannte ein Streit um die Lehnshoheit in der Grafschaft zwischen den Welfen und den Askaniern. Die Askanier sicherten sie sich durch Zahlung von 4000 Mark an die Welfen. Nach dem Tod des kinderlos gebliebenen Grafen Kaland von Lüchow im Jahre 1318 erhielten die Askanier die Anwartschaft auf die Grafschaft. 1320 kam die Grafschaft durch Verkauf in den Besitz der Herzöge von Braunschweig-Lüneburg.

## Herrschaftsgebiet
Das Kerngebiet der Grafschaft Lüchow war weitgehend mit der heutigen Samtgemeinde Lüchow identisch. Die kleine Grafschaft grenzte an das Herzogtum Braunschweig-Lüneburg, die Grafschaft Dannenberg sowie die Markgrafschaft Brandenburg und stand damit im Spannungsfeld der größeren Herrschaftsgebiete. Die Lüchower Grafen hatten ihre Besitzungen in Braunschweigisch-Lüneburgischen Gebieten und auch der Altmark, zu der enge wirtschaftliche Beziehungen bestanden.
Zur Grafschaft Lüchow gehörten folgende Orte:
| - Barnstedt - Bokel - Diesdorf - Hagen - Harstorf - Henningen | - Hilensen - Hoyerstorf - Köhlen - Lefitz - Lidern - Lüdersburg | - Lüchow - Mannhausen - Müggenburg - Ohrdorf - Ostedt - Römstedt | - Schafwedel - Schnega - Seklendorp - Sprakensehl - Warpke - Wustrow |